# Aglaophenidae
Aglaophenidae är en familj av nässeldjur. Aglaophenidae ingår i ordningen Hydroida, klassen hydrozoer, fylumet nässeldjur och riket djur.